# Atoka (Oklahoma)
Atoka é uma cidade localizada no estado norte-americano de Oklahoma, no Condado de Atoka.

## Demografia
Segundo o censo norte-americano de 2000, a sua população era de 2988 habitantes.
Em 2006, foi estimada uma população de 3035, um aumento de 47 (1.6%).

## Geografia
De acordo com o United States Census Bureau tem uma área de
22,0 km², dos quais 21,8 km² cobertos por terra e 0,2 km² cobertos por água.

## Localidades na vizinhança
O diagrama seguinte representa as localidades num raio de 20 km ao redor de Atoka.